# Dmitri Alexandrov

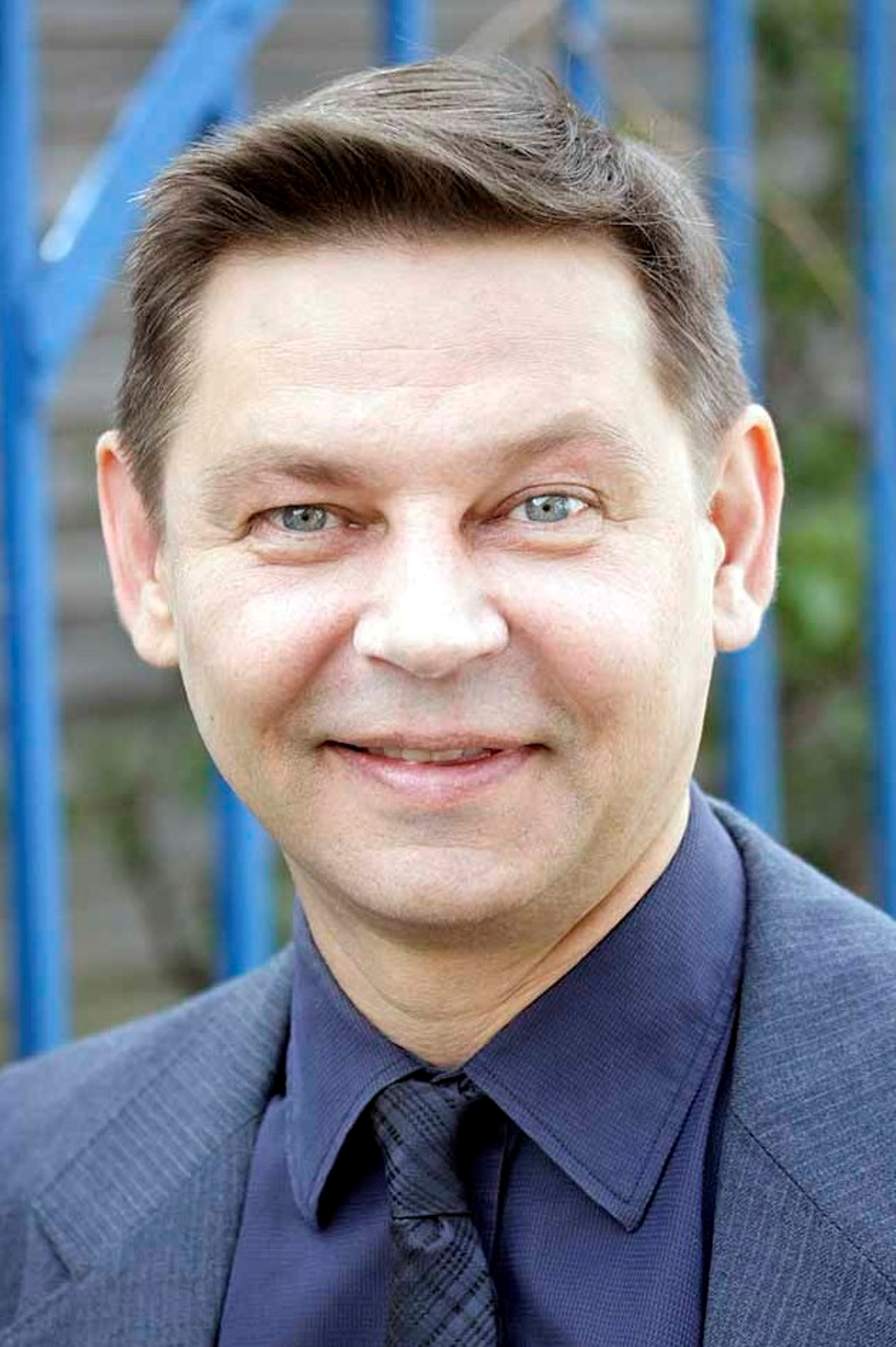
Dmitri Alexandrov (2015)

Dmitri Alexandrov (* 19. Januar 1966 in Moskau, Sowjetunion) ist ein russischer Synchronsprecher und Schauspieler. Seit 1994 lebt er in Köln.

## Leben
Alexandrov absolvierte von 1987 bis 1991 eine Schauspielausbildung an einem Theaterinstitut in Jaroslawl, Russland. Er schloss mit einem Diplom ab.
Bis 1994 wirkte er dann im Moskauer Künstlertheater mit.
Nach seinem Umzug nach Deutschland 1994 arbeitete er bis 2003 als freier Schauspieler. Danach bekam er ein Engagement am Millowitsch-Theater in Köln.

## Filmografie (Auswahl)
- 1981: Der Untergang der Titanic
- 1983: Die Andere
- 1986: Nächtliche Fahrt
- 1989: Verlorene in Sibirien
- 1997: Balko
- 1998: Die Wache
- 1998: Balko
- 1999: School’s Out
- 1999: One more life/Liebe Pur
- 1999: Jahrestage
- 2000: Alarm für Cobra 11 (Fernsehserie, Folge Crash-Kommerz)
- 2000: Die Motorradcops – Blutsbrüder
- 2000: Duell – Enemy at the Gates
- 2001: Alarm für Cobra 11
- 2001: FinalCut.com
- 2001: Hotel zum letzten Kliff
- 2001: Das letzte Versteck
- 2002: Die Pfefferkörner (Fernsehserie, Folge Russische Geheimnisse)
- 2002: White Dreams
- 2002: Doppelter Einsatz (Fernsehserie, Folge Harte Bandagen)
- 2003: Küstenwache (Fernsehserie, Folge Dunkle Geschäfte)
- 2003: Das Bernsteinamulett
- 2003: Küss mich, Kanzler!
- 2006: Die Frau des Heimkehrers
- 2007: Volles Haus
- 2008: Nur die Sterne schauten zu
- 2008: Ladylike
- 2009: Eine wie Keine (Fernsehserie)
- 2010–2011: Die Anrheiner (Fernsehserie, 28 Folgen)
- 2016: Marija
- 2017: Babylon Berlin (Fernsehserie, 16 Folgen)

## Hörspiele
- 2013: Lothar Trolle: Judith – Regie: Walter Adler (DLF/HR)
- 2018: Der dunkle Wald. Trisolaris-Trilogie nach Liu Cixin, Regie: Martin Zylka (Hörspiel – WDR)[1]
- 2021: Jenseits der Zeit. Trisolaris-Trilogie nach Liu Cixin, Regie: Martin Zylka (Hörspiel – WDR)[2]